# Квиткин, Макарий Фёдорович
Макарий Фёдорович Квиткин (Макарий Оренбургский; 23 июля 1882 — 5 апреля 1931) — протоиерей Русской православной церкви, жил и совершал служение в Оренбургской епархии.
Канонизирован определением Юбилейного освящённого Архиерейского собора Русской православной церкви 13—16 августа 2000 года.
Память — 5 апреля н. с., а также Собор новомучеников и исповедников Российских — 7 февраля, если этот день совпадает с воскресным днём, а если не совпадёт, то в ближайшее воскресенье после 7 февраля.

## Биография
Макарий Квиткин родился 23 июля 1882 года в православной семье орских мещан Фёдора Семёновича и Екатерины Алексеевны. В семье, кроме него, были ещё три дочери и сын. Макарий с раннего возраста был глубоко религиозным, часто посещал храм, читал и пел в церковном хоре. Он окончил учительскую гимназию и семь лет был учителем в церковно-приходской школе, а в 1905 году окончил и духовную семинарию в Оренбурге, после чего принял священство.
Макарий Квиткин в 1904 году женился на Ефросинии Кондратьевне Безносовой, у них родились пятеро детей.
В 1907 году епископом Оренбургским и Уральским Иоакимом (Левицким) назначен псаломщиком Александро-Невской церкви села Ново-Александровки. Макарий Квиткин был активным миссионером в Оренбургском крае, состоял членом миссионерского епархиального общества. 4 февраля 1913 года епископом Оренбургским и Тургайским Феодосием (Олтаржевским) Макарий был рукоположён в священный сан диакона и направлен для служения в село Бердяш Орского уезда, а 24 ноября 1913 года переведён в станицу Наследницкую Верхне-Уральского уезда. 26 августа 1914 года перемещён в посёлок Верхне-Павловский (ныне село Нижняя Павловка Оренбургского района) Оренбургского уезда. Здесь незадолго до революции 1917 года он был рукоположён в священный сан иереяи прослужил до 1918 года. В 1918—1920 годах служил в городе Ново-Троицке Оренбургской губернии. В 1920 году Макарий Квиткин был священником в церкви села Верхняя Павловка Оренбургская губернии. С 1920 года отец Макарий служил в селе Первая Александровка Саракташского района в молитвенном доме. В 1924 году силами прихода была построена небольшая деревянная церковь, которую закрыли в 1925 году.
Осенью 1925 года епископом Оренбургским Иаковом (Маскаевым) отец Макарий был определён вторым священником в церковь во имя Серафима Саровского в пригороде Оренбурга Форштадте, куда он был приглашён как принципиальный противник живоцерковников, известный своей бескомпромиссностью в отстаивании православия.
Когда 16 (29) июля 1927 года митрополит Сергий (Страгородский) выпустил своё печально известное послание, в котором утверждал, что в Советском Союзе нет гонений на Церковь, священники Оренбургской епархии отшатнулись от митрополита. Однако, увидев бесперспективность оппозиции перед лицом всё более беспощадных гонений, они отказались от критики его действий: выработать общецерковное суждение по этому вопросу в то время не представлялось возможным. В это время общее собрание прихожан выразило доверие отцу Макарию и оставило его настоятелем Свято-Серафимовского храма, куда отец Макарий был первоначально определён вторым священником. За это власти обложили общину непомерными налогами, а затем стали забирать священные сосуды, золотые и серебряные ризы и оклады икон и Евангелий и другие ценные предметы, якобы в счёт уплаты налога.
Безбожники предложили отцу Макарию отречься через областную газету от Бога и священнического сана; признать себя человеком, «одурманивающим» людей «религиозным мракобесием». А взамен пообещали место учителя и даже директора школы. Макарий ответил категорическим отказом, что ему смерть не страшна, а детей он вручает воле Божией, но обет, данный им Богу, он никогда и ни при каких обстоятельствах не нарушит (все его дети выросли и стали верующими людьми). В 1930 году церковь закрыли якобы по причине неуплаты налогов, и архиерей благословил отца Макария перейти служить в Николаевскую церковь в Форштадте.
В 1930 году Макарий Квиткин был лишён избирательных прав. К тому времени в семье отца Макария было четверо детей: старший сын Сергей служил псаломщиком в селе Чёрный Отрог Оренбургской области. Семья ютилась в старой бане, кое-как приспособленной к жилью. Питались подаянием прихожан, которые тайком приносили хлеб и картошку.

## Арест
В 1929—1930 году сотрудники ОГПУ арестовали тысячи верующих под предлогом непризнания ими политики митрополита Сергия и его декларации. В январе 1931 года в Оренбургской области было арестовано сто пятьдесят семь человек — девятеро священников, двадцать семь монахов и сто двадцать один мирянин. Среди других был арестован и священник Макарий Квиткин. В ночь с 21 на 22 января 1931 года к отцу Макарию пришли чекисты с обыском, который продолжался с полуночи до 4 часов.
Священника обвинили в том, что он не совершал венчаний тех, кто оформил развод у гражданской власти и вступил в новый брак, считая эти браки прелюбодейными, а также в том, что за богослужениями он возносил имя только Местоблюстителя митрополита Петра.
23 января следователь Эдуард Бартошевич допросил священника. Отец Макарий ответил, что венчаний разведённых гражданской властью не совершал, считая это противоречащим указанному в Священном Писании, а что касается непоминания за богослужениями имени митрополита Сергия, то принципиальных суждений у него на этот счёт нет, — во всяком случае, у него не было намерения разорвать молитвенно-канонические отношения с митрополитом Сергием.
6 марта 1931 года следствие было закончено. Всех арестованных обвинили в том, что они будто бы создали единую контрреволюционную религиозную организацию с центром и филиалами («являлся членом к/р организации „Истинные“, распространял слухи о смутном времени и о гонении на религию»). «В филиалы входили, — было написано в обвинительном заключении, — в первую очередь, церковники, фактически порвавшие общение с митрополитом Сергием на почве враждебного отношения к его „лояльной“ политике по отношению к советской власти…».

К моменту ликвидации организация охватила своим влиянием шесть районов и города Самару и Оренбург. По 59 населенным пунктам, которые были поражены влиянием организации, в составе её находилось до четырёх тысяч крестьянских дворов. В общем числе членов организации находилось значительное количество середняков и бедняков… Такого массового охвата организацией руководящий центр достиг путём широкого использования религиозных предрассудков фанатично настроенной массы верующих, при одновременном распространении пораженческих слухов…

## Кончина
26 марта 1931 года «тройка ОГПУ» приговорила обвиняемых к различным срокам заключения, а тридцать шесть человек — к расстрелу. Трое приговорённых были расстреляны в ночь на 31 марта. Постановлением «тройки» ПП ОГПУ СВК от 31 марта 1931 года № 12/42571 по ст. 58 ч. 10—11 Уголовного кодекса РСФСР Макарий Фёдорович Квиткин и с ним 32 человека были приговорены к расстрелу. В Вербное воскресенье 5 апреля 1931 года в 4 часа 25 минут все они были расстреляны. Тела казнённых были тайно вывезены из здания ОГПУ и погребены в общей безвестной могиле.
В 2020 году было установлено место захоронения Макария Оренбургского (Квиткина) на старом городском кладбище Оренбурга.

## Реабилитация и канонизация
2 ноября 1989 года Прокуратурой Оренбургской области реабилитирован (посмертно).
Причислен к лику Новомучеников Российских Архиерейским собором Русской православной церкви заграницей в 1981 году. 13—16 августа 2000 года Архиерейским собором Русской православной церкви прославлен в лике священномученика. Дни памяти: Собор новомучеников и исповедников Российских, день мученической кончины (5 апреля).
Образ священномученика Макария Оренбургского (Квиткина) написан в Свято-Троицком монастыре архимандритом Киприаном в 1984 году.

## Комментарии
1. ↑  18 сентября 2005 года на этом месте заложен храм во имя священномученика Макария Оренбургского — первый в Оренбургской епархии храм в честь первого новопрославленного святого Оренбургской и Бузулукской епархии.
2. ↑  Впоследствии распространились тайные слухи, что всех страдальцев загнали в одну подвальную комнату в ГПУ и удушили газом. Поэтому ни одному из родственников тела для погребения не дали

## Документы
- Материалы Синодальной комиссии по канонизации святых Русской Православной Церкви.
- Архив УФСБ по Оренбургской обл. Д.П-19090.